# Chondropoma callipeplum
Chondropoma callipeplum е вид коремоного от семейство Pomatiidae.

## Разпространение
Видът е разпространен в Никарагуа.